# Haris Rauf
Haris Rauf (Urdu حارث رؤف; * 7. November 1993 in Rawalpindi, Pakistan) ist ein pakistanischer Cricketspieler, der seit 2020 für die pakistanische Nationalmannschaft spielt.

## Aktive Karriere
Ohne dass er ein First-Class-Debüt absolviert hatte, wurde er für die Pakistan Super League 2019 von den Lahore Qalandars verpflichtet. Daraufhin wurde er nach Australien geschickt, um sich auf das Turnier vorzubereiten und konnte dann insgesamt 11 Wickets erreichen. In der Folge wurden die Melbourne Stars in der Big Bash League 2019/20 auf ihn aufmerksam, und als sich Dale Steyn verletzte, wurde Rauf ins Team berufen. Auch dort konnte er herausragen und so stand sein erster Einsatz im Nationalteam an. Sein Debüt in der Nationalmannschaft gab er im Januar 2020 in der Twenty20-Serie gegen Bangladesch. Kurz darauf erhielt er dann seinen ersten zentralen Vertrag mit dem pakistanischen Verband. Im Oktober bestritt er dann gegen Simbabwe sein erstes ODI und erreichte in der zugehörigen Twenty20-Serie 3 Wickets für 31 Runs. Im Dezember folgten dann 3 Wickets für 29 Runs in den Twenty20s in Neuseeland. Damit hatte er sich im Team etabliert. Im Sommer 2021 gelang ihm dann in England 4 Wickets für 65 Runs in den ODIs. In der Folge wurde er für den ICC Men’s T20 World Cup 2021 nominiert, wo er gegen Neuseeland 4 Wickets für 22 Runs erzielte und als Spieler des Spiels ausgezeichnet wurde. Zum Ende der Saison stand er kurz vor seinem Test-Debüt gegen Australien, musste auf dieses jedoch nach einem positiven COVID-19-Test verzichten. In der ODI-Serie konnte er dann 3 Wickets für 39 Runs erreichen.
Im Sommer erreichte er dann gegen die West Indies 4 Wickets für 77 Runs, bevor er in den Niederlanden zwei Mal drei Wickets (3/67 und 3/16) erzielte. Auch wurde er von Yorkshire für die englische County Championship 2022 verpflichtet. Beim Asia Cup 2022 gelangen ihm im Finale gegen Sri Lanka 3 Wickets für 29 Runs, was jedoch nicht zum Titelgewinn ausreichte. In der Vorbereitung zur nächsten Weltmeisterschaft gelangen ihm dann gegen England 3 Wickets für 32 Runs und in einem Drei-Nationen-Turnier in Neuseeland 3 Wickets für 28 Runs. Beim ICC Men’s T20 World Cup 2022 eröffnete er das Turnier gegen Indien mit 2 Wickets für 36 Runs und beendete es bei der Finalniederlage gegen England mit 2 Wickets für 23 Runs.